# Danielle Van de Kamp
 Danielle Van de Kamp is een personage uit de Amerikaanse televisieserie Desperate Housewives, gespeeld door Joy Lauren.

## Verhaallijn
Danielle is de dochter van Bree en Rex Van De Kamp. Ze krijgt niet zoveel aandacht als haar broer Andrew. Ze is een brave studente die een relatie heeft met John Rowland. Ze belooft haar moeder om geen seks met hem te hebben, maar wanneer Bree een condoom vindt op haar kamer, stapt Bree naar John om hem de les te spellen. John maakt het uit met Danielle, die hier het hart van in is.
Na John leert ze Matthew Applewhite kennen, een nieuwe buurjongen op Wisteria Lane. Wanneer Bree dit ontdekt, probeert ze via Matthews moeder, Betty een einde te maken aan de relatie. Maar Danielle en Matthew laten zich niet aan de kant schuiven: Danielle vertelt aan Matthew het familiegeheim (over broer Andrew die Juanita Solis overreden heeft), waardoor Betty nu Bree kan chanteren om niets te vertellen over haar zoon Caleb.
Betty wil dan verhuizen omdat haar geheim weleens snel zou kunnen uitkomen. Maar Matthew wil niet weg en Danielle wil niet dat hij weggaat: samen beramen ze een plan opdat hij in Wisteria Lane zou kunnen blijven wonen. Maar Betty komt achter hun plan en sluit Matthew op. Danielle redt hem dan uit zijn benarde situatie en ze vluchten samen.
Maar als Bree te horen krijgt dat niet Caleb maar Matthew de dader is van de moord, gaat ze in volle paniek op zoek naar Danielle. Die is ondertussen met Matthew haar kluis aan het plunderen. Bree is nog net op tijd thuis, en verspert de weg naar buiten. Matthew richt dan een geweer op haar en dreigt ermee haar ook te vermoorden. Maar Bree was wel zo slim om op voorhand de politie te waarschuwen: die schieten Matthew neer.
Danielle gaat daarna terug gewoon naar school, waar ze een relatie krijgt met haar geschiedenis- leraar. Bree ontdekt dit opnieuw en geeft hem de keuze: ofwel de relatie met haar beëindigen, ofwel de gevolgen van zijn actie dragen. Hij besluit wijselijk om hun relatie te beëindigen, maar Danielle is woest: zij vertelt alles aan zijn vrouw en op school.
Achter Julies rug heeft Danielle ook een seksuele relatie met Austin McCann, haar vriendje. Maar al snel komt hun bedrog uit: Susan en Edie betrappen de twee. Als dan blijkt dat Austin ook nog eens Danielle zwanger heeft gemaakt, moet Danielle van haar moeder en stiefvader naar een streng klooster, waar ze moet blijven tot ze bevallen is.